# Merkuriuspassage (Venus)

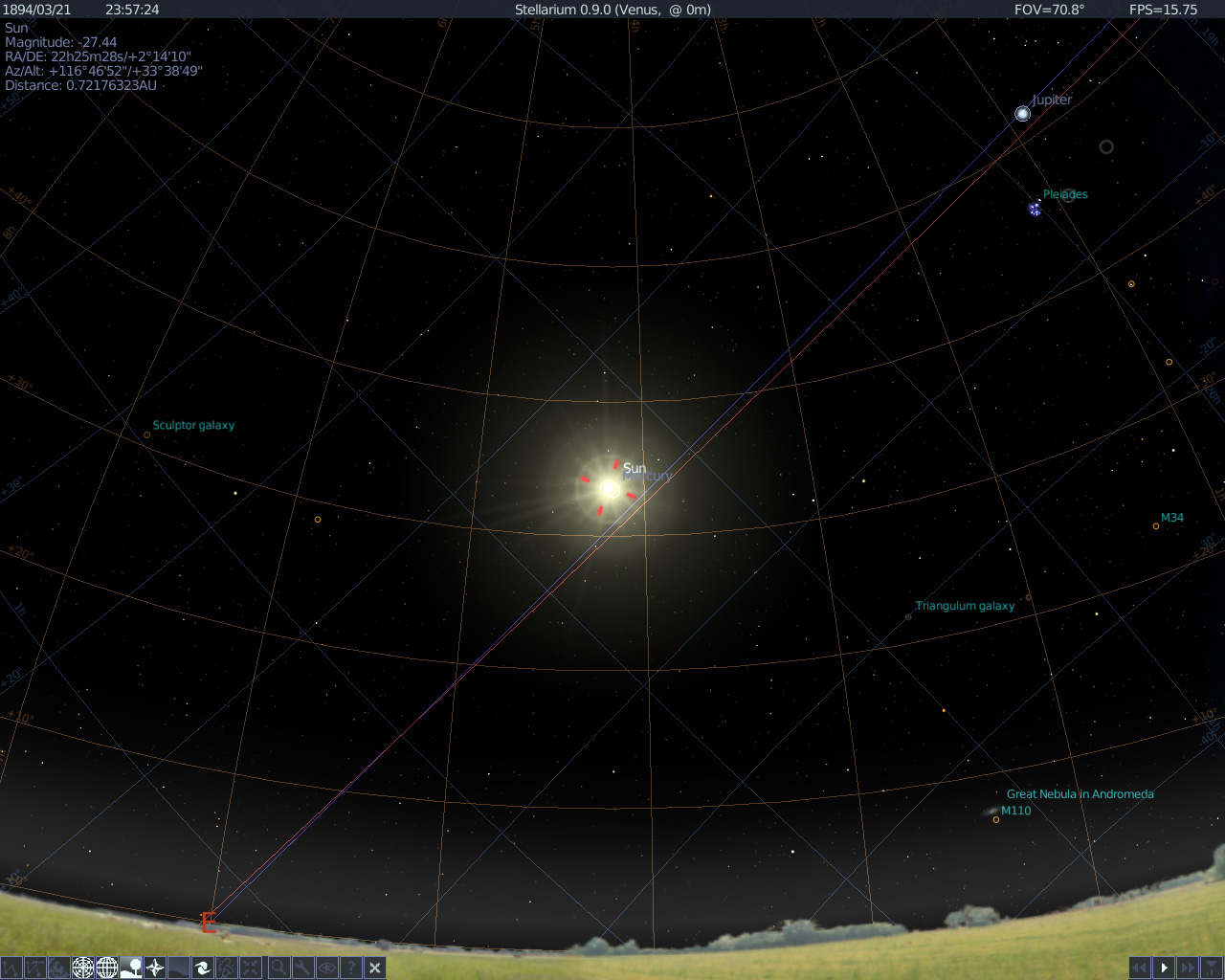
Merkuriuspassagen den 22 mars 1894, simulerad i Stellarium.

Merkuriuspassage från Venus benämns det som inträffar när planeten Merkurius passerar framför solen sett från Venus. Merkurius kan då ses som en liten svart skiva som långsamt rör sig över solens yta. En central passage kan vara i över 8 timmar, det händer dock sällan att nutida passager varar i mer än 7 timmar (senast det hände var 1899, och nästa gång det beräknas hända är år 2064).

## Merkuriuspassager från Venus
| Tidigare passager | Tidigare passager |
| ----------------- | ----------------- |
| 11 juni 1971      |                   |
| 25 december 1976  |                   |
| 17 november 2005  |                   |
| 4 juni 2007       |                   |
| 3 juni 2011       |                   |
| 18 december 2012  |                   |
| 17 december 2016  |                   |

| Framtida passager | Framtida passager |
| ----------------- | ----------------- |
| 2 juli 2022       |                   |
| 16 januari 2028   |                   |
| 1 augusti 2033    |                   |
| 24 juni 2058      |                   |
| 24 juni 2062      |                   |
| 9 januari 2064    |                   |
| 8 januari 2068    |                   |
| 25 juli 2069      |                   |
| 23 juli 2073      |                   |
| 6 februari 2079   |                   |
| 22 augusti 2084   |                   |